# Saison 5 de Star Trek: Voyager
Chronologie
Saison 4 Saison 6
Cet article présente la cinquième saison de la série télévisée Star Trek: Voyager.

## Distribution
- Kate Mulgrew : Kathryn Janeway
- Robert Beltran : Chakotay
- Roxann Dawson : B'Elanna Torres
- Jeri Ryan : Seven of Nine
- Robert Duncan McNeill : Tom Paris
- Ethan Phillips : Neelix
- Robert Picardo : le Docteur
- Tim Russ : Tuvok
- Garrett Wang : Harry Kim

## Liste des épisodes

### Épisode 1:Les Ombres de la nuit
- Titre original : Night
- Numéro(s) : 95 (5–1) / Prod° : 195
- Scénariste(s) : Brannon Braga et Joe Menosky
- Réalisateur(s) : David Livingston
- Diffusion(s) : 
  -  États-Unis : 14 octobre 1998
  -  France :
- Date stellaire : 52081.2
- Invité(es) : Martin Rayner (Dr Chaotica), Steve Rankin (Alien de la nuit), Ken Magee (Emck), Tarik Ergin (Lt. Ayala)
- Résumé : L'USS Voyager est entré dans une région désolée de l'espace sans systèmes stellaires en vue pendant deux ans et l'équipage devient lentement fou. La seule activité dans cette énorme étendue est quelques hauts niveaux de radiation Thêta. Soudainement, le vaisseau perd toute sa puissance et tombe dans l'obscurité la plus totale. Tom Paris est attaqué par un étranger dans le holodeck et Chakotay en rencontre un autre dans le couloir. Quand la puissance de secours est activée, on peut voir trois vaisseaux étrangers entourant le Voyager. Ils ne répondent pas aux messages et commencent à tirer jusqu'à ce qu'un plus grand vaisseau ne les force à reculer...
- Commentaires : Première apparition des Malons (nouveaux ennemis du "Voyager" pendant la saison 5) et de leurs vaisseaux poubelles. 1ère apparition du Dr Chaotica (style série de science fiction américaine des années 30 à 50 en noir et blanc) dont la 5ème saison est le programme holographique principal.

### Épisode 2:Assimilation
- Titre original : Drone
- Numéro(s) : 96 (5–2) / Prod° : 196
- Scénariste(s) : Brannon Braga, Joe Menosky, Bryan Fuller, Harry 'Doc' Kloor
- Réalisateur(s) : Les Landau (en)
- Diffusion(s) : 
  -  États-Unis : 21 octobre 1998
  -  France :
- Date stellaire : Inconnue
- Invité(es) : J. Paul Boehmer (One), Todd Babcock (Mulcahey)
- Résumé : À la suite d'un problème de téléportation, les nano-sondes de Seven of Nine fusionnent avec l'holo-émetteur datant du XXIXe siècle du docteur, ce qui a pour effet de créer un « super Borg » du XXIXe siècle dont la croissance est démultipliée et qui arrive à l'âge adulte en peu de jours. Et ce qui semblait n'être qu'un phénomène surprenant, risque de s'avérer une arme dont on ne sait si elle servira le collectif Borg ou le Voyager.
- Commentaire(s) : Cet épisode n'est pas sans rappeler l'épisode 23 de la saison 5 de la série  The next generation "Lou, le Borg". Première fois que Harry Kim prend le commandement la nuit.

### Épisode 3:Risque extrême
- Titre original : Extreme Risk
- Numéro(s) : 97 (5–3) / Prod° : 197
- Scénariste(s) : Kenneth Biller
- Réalisateur(s) : Cliff Bole
- Diffusion(s) :  
  -  États-Unis : 28 octobre 1998
  -  France :
- Date stellaire : Inconnue
- Invité(es) : Hamilton Camp (Vrelk), Alexander Enberg (Vorik), Daniel Betances (Pilote)
- Résumé : B'Elanna semble très taciturne et prend des risques inconsidérés au cours de programmes dangereux dans le holodeck en désactivant les protocoles de sécurité. Parallèlement, alors qu'une des sondes du Voyager est poursuivie par un vaisseau Malon, Janeway ordonne à la sonde de se diriger dans une géante gazeuse. Après que le vaisseau des Malons a implosé en voulant la poursuivre dans l'atmosphère nocive, c'est maintenant le Voyager qui ne peut pas entrer dans la géante pour récupérer la sonde. Tom Paris propose alors la conception d'une nouvelle navette technologiquement avancée - le "Delta Flyer" - qui pourrait résister à l'atmosphère de la planète géante. Janeway lui donne la permission de la construire avec le reste de l'équipage. Peu après, un autre vaisseau Malon, commandé par un étranger nommé Vrelk informe Janeway que son vaisseau va récupérer la sonde et qu'elle devrait quitter la zone sur le champ. Elle ignore ses menaces jusqu'à ce que Seven of Nine, utilisant des rayons de neutrinos pour espionner le vaisseau Malon, découvre qu'ils construisent une navette à eux. Elle peut aussi résister à l'atmosphère de la géante gazeuse et est prévue pour être opérationnelle avant que l'équipage de Voyager ne finisse la leur...

### Épisode 4:Dans la peau de l'ennemi
- Titre original : In the Flesh
- Numéro(s) : 98 (5–4) / Prod° : 198
- Scénariste(s) : Nick Sagan
- Réalisateur(s) : David Livingston
- Diffusion(s) : 
  -  États-Unis : 4 novembre 1998
  -  France :
- Date stellaire : 52136.4
- Invité(es) : Ray Walston (Boothby), Kate Vernon (Valerie Archer), Zach Galligan (Enseigne Gentry), Tucker Smallwood (Amiral Bullock)
- Résumé : En conduisant une mission de surveillance d'une structure étrangère, Chakotay découvre une reconstitution du siège de Starfleet. Il est entouré par des étrangers se faisant passer pour des humains et engage la conversation avec une des femmes, le Commandant Valerie Archer. Plus tard, quand Chakotay et Tuvok sont sur le chemin du retour, un enseigne étranger essaye de les retenir pour s'être introduit dans une zone réglementée. En ne voulant pas risquer leur couverture, ils le maîtrisent et le téléportent sur le Voyager. Mais lorsque Janeway le questionne sur sa véritable identité, l'étranger se suicide en s'injectant une toxine dans son système sanguin. Le Docteur déclenche alors une réversion génétique et le corps de l'étranger se transforme en l'Espèce 8472. L'analyse de la structure de leur vaisseau montre que les étrangers utilisent une combinaison de projection holographique et la synthèse de particule pour recréer la Terre et le siège de Starfleet. L'équipage découvre que cette simulation est utilisée comme un terrain d'entraînement pour l'invasion du Quadrant Alpha...
- Commentaires : On retrouve Ray Walston dans le rôle de Boothby qu'il tenait déjà dans "The next generation". Quant à Kate Vernon, ils lui ont donné  le nom de Archer, ce qui n'est pas sans rappeler "Star Trek: Enterprise".

### Épisode 5:Il était une fois
- Titre original : Once Upon a Time
- Numéro(s) : 99 (5–5) / Prod° : 199
- Scénariste(s) : Michael Taylor (en)
- Réalisateur(s) : John Kretchmer
- Diffusion(s) : 
  -  États-Unis : 11 novembre 1998
  -  France :
- Date stellaire : Inconnue
- Invité(es) : Nancy Hower (Samantha Wildman), Scarlett Pomers (Naomi Wildman), Justin Louis (Trevis), Wallace Langham (Flotter), Majel Barrett (la voix de l'ordinateur), Tarik Ergin (Ayala)
- Résumé : Alors que l'enseigne Samantha Wildman, Tom Paris et Tuvok sont victimes d'un accident dû à une tempête plasmique lors d'une mission, Neelix s'efforce de distraire Naomi, la fille de Samantha, dont il est le parrain.
- Commentaires : 1er épisode spécialement orienté sur Naomi et sa vie à bord du vaisseau.

### Épisode 6:Éternité
- Titre original : Timeless
- Numéro(s) : 100 (5–6) / Prod° : 201
- Scénariste(s) : Histoire de Rick Berman, Brannon Braga et Joe Menosky, écrit par Brannon Braga et Joe Menosky
- Réalisateur(s) : LeVar Burton
- Diffusion(s) : 
  -  États-Unis : 18 novembre 1998
  -  France :
- Date stellaire : 52143.6
- Invité(es) : Christine Harnos (Tessa Omond), LeVar Burton (Capitaine Geordi La Forge)
- Résumé : Un commandeur Chakotay et un Harry Kim du futur essayent de sauver le Voyager pris sous les glaces d'une planète à la suite d'une erreur de Kim 15 ans plus tôt. 15 ans en arrière, l'équipage tout heureux fête la mise en place du moteur à « sillage quantique » sur le Voyager, mais une erreur dans des calculs transmis par Harry Kim, depuis une navette devançant le Voyager dans le sillage, éjecte le vaisseau qui s'écrase sur une planète glacée.
- Commentaires :  Étant le 100è épisode de la série, une vraie fête se déroule au début de l'épisode. À partir de cet épisode, la traduction française ne sera plus "souffle quantique" comme à l'épisode 26 de la saison 4 où apparaît pour la première fois ce mode de propulsion, mais "sillage quantique".

### Épisode 7:Régression
- Titre original : Infinite Regress
- Numéro(s) : 101 (5–7) / Prod° : 203
- Scénariste(s) : Histoire de Robert J. Doherty et Jimmy Diggs, écrit par Robert J. Doherty
- Réalisateur(s) : David Livingston
- Diffusion(s) : 
  -  États-Unis : 25 novembre 1998
  -  France :
- Date stellaire : 52356.2
- Invité(es) : Scarlett Pomers (Naomi Wildman),  Neil Maffin (Ven),  Erica Mer (la jeune fille)
- Résumé : Alors que les restes d'un cube Borg sont découverts, Seven of Nine est prise de graves troubles de la personnalité.
- Commentaires : 1ère fois pour le jeu "Kadis-Kot" de la jeune Naomi. 1ère fois que l'on entendait qu'un cube Borg se faisait infecté par un virus.

### Épisode 8:Inhumain
- Titre original : Nothing Human
- Numéro(s) : 102 (5–8) / Prod° : 200
- Scénariste(s) : Jeri Taylor
- Réalisateur(s) : David Livingston
- Diffusion(s) : 
  -  États-Unis : 2 décembre 1998
  -  France :
- Date stellaire : Inconnue
- Invité(es) : David Clennon (Dr Crell Moset), Jad Mager (Enseigne Tabor)
- Résumé : Une créature d'origine inconnue s'accroche à B'Elanna Torres et puise dans son organisme pour survivre. Le docteur ne sachant pas quoi faire, fait alors appel à l'hologramme du plus célèbre exo-biologiste de la galaxie qui n'est autre qu'un docteur Cardassien. Un Bajoran ancien du maquis et ami de B'Elanna vient prendre de ses nouvelles à l'infirmerie et reconnaît le docteur Cardassien responsable du massacre de sa famille.
- Commentaires : Le docteur holographique intervenant étant Cardassien, il lui est reproché la même chose que ce que l'on a reproché aux docteurs nazis tels que Josef Mengele, à savoir des expériences inhumaines faites sans raison sur des cobayes humains sans défenses. La créature fait penser au 1er film "Alien", à savoir un parasite dont une partie s'enfonce dans la gorge pour pondre et l'autre qui serre le cou de l'hôte.

### Épisode 9:Un mois ferme
- Titre original : Thirty Days
- Numéro(s) : 103 (5–9) / Prod° : 202
- Scénariste(s) : Histoire de Scott Miller, écrit par Kenneth Biller
- Réalisateur(s) : Winrich Kolbe
- Diffusion(s) : 
  -  États-Unis : 9 décembre 1998
  -  France :
- Date stellaire : 52179.4
- Invité(es) : Willie Garson (Riga), Benjamin Livingston (Burkus), Alissa Krämer (Jenny Delaney), Heidi Krämer (Megan Delaney)
- Résumé : Le lieutenant Tom Paris désobéissant aux ordres de Janeway et à la Directive Première, tente de détruire des installations d'un peuple ayant colonisé une planète liquide artificielle, car celles-ci vont entraîner la disparition de la planète. Bien que l'ayant fait à la demande de l'un de ses représentants, il est rétrogradé au rang d'enseigne et condamné à 30 jours de prison.

### Épisode 10:Contrepoint
- Titre original : Counterpoint
- Numéro(s) : 104 (5–10) / Prod° : 204
- Scénariste(s) : Michael Taylor
- Réalisateur(s) : Les Landau
- Diffusion(s) : 
  -  États-Unis : 16 décembre 1998
  -  France :
- Date stellaire : inconnue
- Invité(es) : Mark Harelik (Inspecteur Kashyk), Randy Oglesby (Kir), J. Patrick McCormack (Prax), Alexander Enberg (Enseigne Vorik), Randy Lowell (Torat), Jake Sakson (Adar)
- Résumé : Le Voyager traverse un secteur de l'espace contrôlé par la race des Devores qui est profondément méfiante envers les formes de vie télépathiques. Tuvok et d’autres sont obligés de développer une technique de cachette afin de pouvoir traverser en toute sécurité. Dans le système se trouve un vortex qui permettrait de réduire le voyage de retour de l’équipage.

### Épisode 11:Image latente
- Titre original : Latent Image
- Numéro(s) : 105 (5–11) / Prod° : 206
- Scénariste(s) : Histoire de Eileen Connors, Brannon Braga et Joe Menosky, écrit par Joe Menosky
- Réalisateur(s) : Michael Vejar
- Diffusion(s) : 
  -  États-Unis : 20 janvier 1999
  -  France :
- Date stellaire : inconnue
- Invité(es) : Nancy Bell (Enseigne Ahni Jetal), Scarlett Pomers (Naomi Wildman)
- Résumé : Le docteur découvre des preuves que sa mémoire a été effacée il y a 18 mois. Le capitaine Janeway a effacé toute trace d'un membre d'équipage et d'une mission fatale. Confronté par le besoin de réponses du docteur et le point de vue de Seven of Nine sur les droits d'un hologramme, Janeway restitue la vérité sur la mort de l'enseigne Jetal et la folie du docteur qui s'ensuivit. Entre-temps, le docteur a-t-il assez évolué pour supporter la vérité ?
- Commentaires : À la fin de l’épisode, le capitaine Janeway laisse un livre sur le fauteuil. Il s’agit de « Vita nuova » de Dante, où Dante essaie de survivre à la mort de Béatrice, dont il était tombé amoureux alors qu'ils étaient enfants. Le Docteur se rend responsable de la mort de l’enseigne Jetal au point de verser dans la folie. On peut imaginer qu’il trouvera la paix grâce à ce livre et qu’il se remettra de la mort de l’enseigne Jetal.

### Épisode 12:La Fiancée de Chaotica
- Titre original : Bride of Chaotica!
- Numéro(s) : 106 (5–12) / Prod° : 207
- Scénariste(s) : Histoire de Bryan Fuller, écrit par Bryan Fuller et Michael Taylor
- Réalisateur(s) : Allan Kroeker
- Diffusion(s) : 
  -  États-Unis : 27 janvier 1999
  -  France :
- Date stellaire : inconnue
- Invité(es) : Martin Rayner (Dr Chaotica), Nicholas Worth (Lonzak, l'adjudant de Chaotica), Jim Krestalude (un alien photonique), Kirsten Turner (Constance Goodheart - Jolicoeur en français)
- Résumé : Tandis que Tom Paris et Harry Kim jouent un épisode de leurs programmes du holodeck "Capitaine Proton", le Voyager se retrouve pris dans une couche de sub-espace et ne peut plus avancer. Cette couche abrite une race d'extraterrestres photoniques qui ne sont pas capables de détecter le Voyager ou des formes de vie à base de carbone (humains) car ils les considèrent comme virtuels. Ces aliens se sentent menacés par le Dr Chaotica qui pour eux est réel et commencent une guerre avec l'Armée du Mal du Dr Chaotica dans le holodeck.

### Épisode 13:Gravité
- Titre original : Gravity
- Numéro(s) : 107 (5–13) / Prod° : 205
- Scénariste(s) : Histoire de Jimmy Diggs, Bryan Fuller et Nick Sagan, écrit par Nick Sagan et Bryan Fuller
- Réalisateur(s) : Terry windell
- Diffusion(s) : 
  -  États-Unis : 3 février 1999
  -  France :
- Date stellaire : 52438.9
- Invité(es) : Lori Petty (Noss), Joseph Ruskin (Maître vulcain), LeRoy D. Brazile (Tuvok jeune), Paul S. Eckstein (Superviseur Yost)
- Résumé : Attirés avec leur navette dans un puits de gravité, Tuvok et Tom Paris sont prisonniers d'une planète dont le temps diffère de celui du Voyager. C'est donc avec désespoir qu'ils vont survivre de longs mois en compagnie d'une femme elle aussi prisonnière du puits et amoureuse de Tuvok.
- Commentaires : L'épisode débute et se termine (plus un autre pendant l'épisode) par des flashbacks sur la jeunesse de Tuvok alors qu'il était encore soumis à ses sentiments et pulsions. Il se trouve dans un temple vulcain afin d'apprendre à les maîtriser, avec l'aide d'un maître. Cela fait penser aux flashbacks de Kwai Chang Caine (en) (joué par David Carradine) dans la série télévisée "Kung Fu" de 1972 à 1975.

### Épisode 14:Un bonheur inespéré
- Titre original : Bliss
- Numéro(s) : 108 (5–14) / Prod° : 209
- Scénariste(s) : Histoire de Bill Prady, écrit par Robert J. Doherty
- Réalisateur(s) : Cliff Bole
- Diffusion(s) : 
  -  États-Unis : 10 février 1999
  -  France :
- Date stellaire : 52542.3
- Invité(es) : Scarlett Pomers (Naomi Wildman), W. Morgan Sheppard (Qataï)
- Résumé : Il semble qu'un vortex menant directement à la terre soit proche du Voyager. Seven of Nine, Naomi Wildman et le docteur semblent en douter, mais le reste de l'équipage fait tout pour que ces personnes ne viennent pas perturber l'euphorie grandissante et ne puissent intervenir dans le voyage de retour dans ce vortex aussi improbable qu'inespéré.
- Commentaires : Le vortex qui n'en est pas un ressemble à Ego, la planète vivante de Marvel, ou s'en inspire très fortement.

### Épisode 15:Aux frontières des ténèbres: 1epartie
- Titre original : Dark Frontier - Part One
- Numéro(s) : 109 (5–15) / Prod° : 211
- Scénariste(s) : Brannon Braga et Joe Menosky
- Réalisateur(s) : Cliff Bole
- Diffusion(s) : 
  -  États-Unis : 17 février 1999
  -  France :
- Date stellaire : 52619.2
- Invité(es) : Susanna Thompson (la reine Borg), Kirk Baily (Magnus Hansen), Laura Stepp (Erin Hansen), Scarlett Pomers (Naomi Wildman)
- Résumé : L'équipage du Voyager essaye de voler la technologie de trans-distorsion Borg et échafaude un plan à cette seule fin.
- Commentaires : Première des 4 apparitions de Susanna Thompson dans le rôle de la reine Borg.

### Épisode 16:Aux frontières des ténèbres:2epartie
- Titre original : Dark Frontier - Part Two
- Numéro(s) : 110 (5–16) / Prod° : 212
- Scénariste(s) : Brannon Braga et Joe Menosky
- Réalisateur(s) : Terry Windell
- Diffusion(s) :  
  -  États-Unis : 17 février 1999
  -  France :
- Date stellaire : 52619.2
- Invité(es) : Susanna Thompson (la reine Borg), Kirk Baily (Magnus Hansen), Laura Stepp (Erin Hansen), Scarlett Pomers (Naomi Wildman)
- Résumé : Seven est prisonnière de la reine Borg pendant que Kathryn Janeway, Tuvok , Tom Paris et le Docteur partent à sa recherche pour tenter de la délivrer.
- Commentaires : C'est l'occasion pour Seven de retrouver son père aux côtés de la reine Borg. On connaît désormais comment les Hansen sont entrés en contact avec les Borgs.

### Épisode 17:Maladie d'amour
- Titre original : The Disease
- Numéro(s) : 111 (5–17) / Prod° : 210
- Scénariste(s) : Histoire de Kenneth Biller, écrit par Michael Taylor
- Réalisateur(s) : David Livingston
- Diffusion(s) : 
  -  États-Unis : 24 février 1999
  -  France :
- Date stellaire : inconnue
- Invité(es) : Musetta Vander (Derran Tal), Christopher Liam Moore (passager clandestin du Voyager), Charles Rocket (Capitaine Jippeq)
- Résumé : Le Voyager rencontre le peuple Varro qui voyage à bord d'un immense vaisseau depuis 400 ans. Enfreignant les règlements, Harry Kim noue "une relation personnelle" avec une membre de cette espèce, non sans conséquences.
- Commentaires : On apprend dans cet épisode que cela fait maintenant 5 ans que le Voyager se trouve dans le quadrant Delta.

### Épisode 18:Destination néant
- Titre original : Course: Oblivion
- Numéro(s) : 112 (5–18) / Prod° : 213
- Scénariste(s) : Histoire de Bryan Fuller, écrit par Bryan Fuller et Nick Sagan
- Réalisateur(s) : Anson Williams
- Diffusion(s) : 
  -  États-Unis : 3 mars 1999
  -  France :
- Date stellaire : 52856.3 ; 52597.4
- Invité(es) :
- Résumé : Alors que le mariage entre Tom Paris et B'Elanna Torres bat son plein, le vaisseau perd de sa cohésion moléculaire. Bien qu'extrêmement dangereux, cela pourrait être presque anodin si cela n'affectait l'équipage aussi. Très vite B'Elanna Torres est transportée en urgence à l'infirmerie et succombe sans que le docteur puisse faire quoi que ce soit, et ce n'est que la première...
- Commentaires : Suite de l'épisode « Démon » de la saison 4. Pour la deuxième date stellaire dite par Harry Kim, la traduction française oublie le "point" avant le 4 et prononce 525974 alors qu'il est bien prononcé dans la VO.

### Épisode 19:Le Combat
- Titre original : The Fight
- Numéro(s) : 113 (5–19) / Prod° : 208
- Scénariste(s) : Histoire de Michael Taylor, écrit par Joe Menosky
- Réalisateur(s) : Winrich Kolbe
- Diffusion(s) : 
  -  États-Unis : 24 mars 1999
  -  France :
- Date stellaire : inconnue
- Invité(es) : Carlos Palomino (le boxeur holographique), Ned Romero (le grand-père de Chakotay), Ray Walston (Boothby)
- Résumé : Alors que L'USS Voyager est entré bien malgré lui dans une anomalie très dangereuse nommée l'espace chaotique, le Commandeur Chakotay est victime d'hallucinations visuelles et auditives. Il s'avère rapidement que ces dernières ont un lien avec l'anomalie dans laquelle ils sont prisonniers.

### Épisode 20:Les Médiateurs
- Titre original : Think Tank
- Numéro(s) : 114 (5–20) / Prod° : 214
- Scénariste(s) : Histoire de Rick Berman et Brannon Braga, écrit par Michael Taylor
- Réalisateur(s) : Terrence O'Hara
- Diffusion(s) : 
  -  États-Unis : 31 mars 1999
  -  France :
- Date stellaire : inconnue
- Invité(es) : Jason Alexander (Kurros), Christopher Darga (Y’Sek), Christopher Shea (Saowin)
- Résumé : Une équipe composé de divers extraterrestres tous plus improbables les uns que les autres mais suprêmement intelligents tentent de porter secours au Voyager contre un ennemi redoutable. Cependant le prix à payer en échange de leur aide est Seven elle-même.

### Épisode 21:Le Cargo
- Titre original : Juggernaut
- Numéro(s) : 115 (5–21) / Prod° : 215
- Scénariste(s) : Histoire de Bryan Fuller, écrit par Bryan Fuller, Nick Sagan et Kenneth Biller
- Réalisateur(s) : Allan Kroeker
- Diffusion(s) : 
  -  États-Unis : 26 avril 1999
  -  France :
- Date stellaire : inconnue
- Invité(es) : Ron Canada (Fesek), Lee Arenberg (Pelk), Scott Klace (Dremk, le "fantôme" Malon)
- Résumé : Le vaisseau Voyager porte secours à un vaisseau Malon qui semble hanté et qui est encore plus dévasté par les radiations que tout ce que l'équipage du Voyager a pu voir jusqu'à présent.
- Commentaires : Dernière apparition des Malons.

### Épisode 22:Celui qui veille sur moi
- Titre original : Someone to Watch Over Me
- Numéro(s) : 116 (5–22) / Prod° : 216
- Scénariste(s) : Histoire de Brannon Braga, écrit par Michael Taylor
- Réalisateur(s) : Robert Duncan McNeill
- Diffusion(s) : 
  -  États-Unis : 28 avril 1999
  -  France :
- Date stellaire : inconnue
- Invité(es) : Scott Thompson (Tomin), Ian Abercrombie (Ministre Kadi), David Burke (Steven Price), Brian McNamara (Lieutenant William Chapman)
- Résumé : Alors que le docteur donne des cours de savoir vivre à Seven, il en tombe petit à petit amoureux. Parallèlement, Neelix reçoit le représentant d’un groupe de moines extrêmement religieux, ascètes et pointilleux sur les rites, les Kadi, tandis que le capitaine Janeway et Tuvok se rendent sur la planète avec le Ministre en échange diplomatique. Les choses dérapent vite sur le Voyager quand l’ambassadeur Kadi devient rapidement incontrôlable…
- Commentaires : L'un des épisodes les plus drôles de la série.

### Épisode 23:23 h 59[1]
- Titre original : 11:59
- Numéro(s) : 117 (5–23) / Prod° : 217
- Scénariste(s) : Histoire de Brannon Braga et Joe Menosky, écrit par Joe Menosky
- Réalisateur(s) : David Livingston
- Diffusion(s) : 
  -  États-Unis : 5 mai 1999
  -  France :
- Date stellaire : inconnue
- Invité(es) : Kevin Tighe (Henry Janeway), Bradley Pierce (Jason Janeway), John Carroll Lynch (Gerald Moss)
- Résumé : Kathryn Janeway est très fière d'une de ses ancêtres qui l'a beaucoup inspirée. Celle-ci a vécu aux XXe et XXIe siècles et serait la réalisatrice d'un monument majeur sur Terre  la Porte du Millénaire, et l'une des pionnières de la colonisation de la planète Mars.

- Commentaires : Kate Mulgrew tient deux rôles, le capitaine Kathryn Janeway à bord du Voyager et celui de son ancêtre (sur Terre), 300 ans plus tôt.

### Épisode 24:L'U.S.S. Relativity
- Titre original : Relativity
- Numéro(s) : 118 (5–24) / Prod° : 218
- Scénariste(s) : Histoire de Nick Sagan, écrit par Bryan Fuller, Nick Sagan et Michael Taylor
- Réalisateur(s) : Allan Eastman
- Diffusion(s) : 
  -  États-Unis : 12 mai 1999
  -  France :
- Date stellaire : 52861.274
- Invité(es) : Bruce McGill (Capitaine Braxton), Dakin Matthews (Amiral Patterson), Jay Karnes (Lieutenant Ducane)
- Résumé : Seven of Nine est envoyée dans différents passés pour empêcher un saboteur de faire exploser le Voyager.
- Commentaires : Suite du double épisode La fin de l'avenir, avec cependant un autre acteur (Bruce McGill) pour le rôle du Capitaine Braxton du vaisseau "USS Relativity".

### Épisode 25:L'Ogive
- Titre original : Warhead
- Numéro(s) : 119 (5–25) / Prod° : 219
- Scénariste(s) : Histoire de Brannon Braga, écrit par Michael Taylor et Kenneth Biller
- Réalisateur(s) : John Kretchmer
- Diffusion(s) : 
  -  États-Unis : 19 mai 1999
  -  France :
- Date stellaire : inconnue
- Invité(es) :
- Résumé : Alors que Harry Kim est à la passerelle, le Voyager reçoit un appel au secours. Après enquête, il trouve une ogive thermonucléaire intelligente. Seulement, au cours d'une opération qui vise à sauver l'intelligence artificielle de l'ogive, l'IA prends le contrôle du vaisseau et appelle 32 autres ogives thermonucléaires pour détruire une civilisation.

### Épisode 26:L'U.S.S. Equinox: 1epartie
- Titre original : Equinox - Part I
- Numéro(s) : 120 (5–26) / Prod° : 220
- Scénariste(s) : Histoire de Rick Berman, Brannon Braga et Joe Menosky, écrit par Brannon Braga et Joe Menosky
- Réalisateur(s) : David Livingston
- Diffusion(s) : 
  -  États-Unis : 26 mai 1999
  -  France :
- Date stellaire : inconnue
- Invité(es) : John Savage (Capitaine Ransom), Titus Welliver (Maxwell Burke), Olivia Birkelund (Marla Gilmore), Rick Worthy (Noah Lessing)
- Résumé : Alors que l'équipage du Voyager se croyait seul dans le quadrant Delta, ils portent secours à un autre vaisseau de Starfleet, l'USS Equinox, attaqué par d'étranges créatures.